# Луїс Гарц
Луїс Гарц (англ. Louis Hartz, 8 квітня 1919 року, Янгстаун, Огайо — 20 січня 1986, Стамбул) — американський політолог і впливовий ліберальний прихильник ідеї американської винятковості (American exceptionalism).

## Життєпис

### Ранні роки. Кар'єра
Син російських єврейських іммігрантів, Гарц народився в Янгстауні, штат Огайо, але виріс в Омасі, штат Небраска. Після закінчення училища в місті Омаха, вступив до Гарвардського університету, який фінансувався частково за рахунок стипендії World Herald Omaha World Herald. Закінчив його в 1940 році. Рік провів у поїздці за кордон на стипендію, що видається для науково-дослідних робіт, в 1942 році повернувся в Гарвард вже в якості викладача. Гарц був відомий в Гарварді як талановитий і харизматичний педагог. У 1946 захистив докторську дисертацію (PHd), але через поганий стан здоров'я вийшов на пенсію вже в 1947 році. Став професором уряду в 1956 році. Останні роки свого життя провів в Лондоні, Нью-Делі, Нью-Йорку, Стамбулі, де він і помер.

### Наукова діяльність
Надзвичайно відомим Гарц став завдяки своїй книзі «Ліберальна традиція в Америці» (The Liberal Tradition in America (1955)). Гарц досліджує широкий пласт історії — від освіти США до 1950-х років. Весь цей час, на думку автора, у американців був один-єдиний ідеологічний бог — лібералізм. В основі його поглядів лежить теза про унікальний характер суспільного розвитку в США, які ніколи не знали нібито класових конфліктів (теорія локківского ліберального «консенсусу»). [3] Гарц одним з перших звернувся до порівняльного аналізу європейських суспільно-політичних систем з аналогічними структурами колишніх європейських колоній в країнах Америки, Південної Африки, Австралії; він розглядав останні як продовження історії європейських соціокультурних і політичних традицій. У ракурсі даного підходу лежить і обґрунтування Гарцом американської винятковості, яку він виводить з особливостей англійської колонізації Північної Америки в XVII ст. Гостра соціальна боротьба в Європі виникла в тісному зв'язку з існуванням різних життєвих укладів і різних ідеологічних систем, які, вступаючи у взаємодію, «заражали» один одного і давали початок новим, часто радикальним ідеологіям, які готували в кінцевому підсумку ґрунт для соціалістичних ідей. Інша річ — Новий Світ. При підставі американських колоній від європейського суспільства відокремився один ідеологічний «фрагмент», що відображав пуританську фазу англійської революції. В умовах відсутності феодального спадщини, затверджувалася в Америці система цінностей (Гарц називає її також ліберально-локківскою) забезпечила розвиток країни в рамках ліберального згоди. Соціальні та ідеологічні системи в США дуже одномірні, але зате їм не чужі як консерватизм, з одного боку, так і радикалізм, з іншого. Гарц рішуче відкидає марксистську ідею про неминучість класової боротьби.
У «Заснуванні Нових товариств» (1964) він розвиває ідею про те, що нації, які розвинулися з поселень колоній, є європейські «фрагменти», які в деякому сенсі заморозили класову структуру і основну ідеологію в країні-матері в момент їх створення, і не проходять подальшої еволюції по досвідченому шляху Європи. Латинська Америка і французька Канада — фрагменти феодальної Європи, Сполучені Штати, англійська Канада і голландська Південна Африка повинні бути ліберальними фрагментами, а Австралія і англійська Африка — «радикальними».

### Нагороди
У 1956 році Американська Асоціація політичних наук (American Political Science Association) присудила Гарцу свою Woodrow Wilson Prize за «Ліберальну традицію в Америці», а в 1977 він отримав Ліппенкотську премію (Lippincott Prize), що присуджується науковим роботам, що становлять особливу значимість і мають неминуще значення. Книга залишається і зараз головним текстом в курсі вивчення американської політики в університетах частково через велику і тривалу критику та коментарі.

### Критика. Прихильники та противники
«Ліберальна традиція в Америці» викликала чимало суперечок. Прихильники визнавали її, як важливу віху в розумінні американського політичного мислення. Так, Артур Шлесінгер-молодший зацікавившись цією книгою, був одним з перших, хто переформулював погляди Харца і виклав їх в більш доступній формі.
Річард Хофштадтера прямо захоплювався внеском Харца і в 1968 році він написав кілька сторінок про його роботі: «Вплив книги Харца на політичну думку, дійсно, відобразило всю важливість його ідей».
Історик Джон Хайем визначив книгу як
«Можливо, найвидатнішу з часто інтерпретується»
Самий дикий натиск був від Даніеля Бурстіна (Daniel J. Boorstin), колишнього директора бібліотеки Конгресу (Library of Congress). У своїй «Jenius of American Politics» він визнає силу проникливості Харца, але в рецензії на Commentary пише: «Частини цієї книги вже з'явилися у вигляді есе в наукових журналах і в такому вигляді здаються блискучими. Але це не та робота, яку ми всі чекали від пана Харца».
Будучи екс-марксистом, він вважав, що Гарц
«Здається, не здатний описати, що є характерним для американців, крім як перераховувати дивні європейські феномени, які насправді були відсутні в американській історії».
- Smith, Rogers. 1993. «Beyond Tocqueville, Myrdal and Hartz: The Multiple Traditions in America.» American Political Science Review 87(3): 549—566.
- Ericson, David and Louisa Green, eds. 1999. The Liberal Tradition in American Politics: Reassessing the Legacy of American Liberalism. Routledge.